# Hervé Fiévet
 (février 2025).
Pour les articles homonymes, voir Fiévet.
Hervé Fiévet, né le 12 août 1974, est un homme politique belge du Mouvement Réformateur (MR). Il grandit à Fleurus et s'implique pendant 29 ans dans le folklore de sa commune. Passionné de basket-ball, il pratique également ce sport pendant 25 ans au CEP Fleurus. Indépendant dans une entreprise familiale spécialisée dans l'impression de papier parchemin végétal destiné à l'emballage du beurre et de la margarine, Hervé est titulaire d'une maîtrise en gestion des PME.

## Carrière politique
Hervé Fiévet entame sa carrière politique en 2006 lorsqu’il est élu conseiller communal à Fleurus.
En 2009, il se présente aux élections régionales sous l’impulsion de Véronique Cornet, mais n’est pas élu. Trois ans plus tard, en 2012, il devient tête de liste à Fleurus, soutenu par Olivier Chastel et Véronique Cornet. Il obtient alors le rôle d’échevin, chargé de la mobilité, de l’informatique, du sport et des commerces à Fleurus. Son mandat d’échevin prend fin en 2015, et il occupe ensuite la fonction de conseiller au CPAS jusqu’en 2018.
En 2014, Véronique Cornet fait appel à lui pour être candidat aux élections régionales.
Lors des élections communales de 2018, son frère François Fiévet mène la liste Fleur « U » (MR, CDH, Ecolo), qui obtient le meilleur score à Fleurus, avec lui en tête de liste. Cependant, le Parti socialiste et Défi choisissent de s'allier pour obtenir la majorité à Fleurus, empêchant ainsi la liste Fleur « U » d'accéder au pouvoir. Malgré cela, Hervé Fiévet, élu conseiller communal, décide de siéger en tant que conseiller au CPAS.
En 2019, il se présente aux élections fédérales sur la liste de Denis Ducarme, sans succès.
En 2024, soutenu par Adrien Dolimont, il se présente aux élections régionales en tant que troisième suppléant. En décembre 2024, il accède finalement au Parlement wallon à la suite de la démission de Tanguy Dardenne. Toutefois, lors des élections communales de 2024, il obtient le quatrième meilleur score parmi toutes les listes confondues et choisit de céder son poste de conseiller communal à sa sœur, Perrine Fiévet,,.

## Famille
Dans la vie privée, il est marié et est père de deux enfants et beau-père d’une fille.